# Таширевы
Таширевы — дворянский род.
Предки фамилии Таширевых, по Галицким писцовым книгам 1627-го и последующих годов, владели поместьями, переходившими наследственно к потомкам. Многие из членов рода служили России в военной службе и были награждены чинами и орденами.
Определением Костромского дворянского депутатского собрания от 30 ноября 1811 года род Таширевых внесён в 6-ю часть дворянской родословной книги.

## Описание герба
В червлёном щите серебряный пояс, обременённый тремя червлёными маковыми головками, и сопровождаемый вверху и внизу золотыми сохами.
Щит увенчан дворянским коронованным шлемом. Нашлемник: три червлёные маковые головки на серебряных стеблях. Намёт: справа червлёный с серебром, слева червлёный с золотом.